# Caenurgia chloropha
Caenurgia chloropha är en fjärilsart som beskrevs av Jacob Hübner 1818. Caenurgia chloropha ingår i släktet Caenurgia och familjen nattflyn. Inga underarter finns listade i Catalogue of Life.